# 天福地福
天福地福（てんぷくちふく、てんぶくちぶく）は、日本の民話（昔話）。「隣の爺型」昔話に分類される。

## 概要
昔話としては「正直ものが得をし、欲張りが損をする」というパターンではあるが、隣の爺は、負け惜しみが強いのと、壺の蛇を正直爺の家に投げるのも「騙されたと思ったから」で、特に欲張りではない。

## ストーリー

### 典型例
アニメーションテレビ番組『まんが日本昔ばなし』で紹介されたストーリーでは、以下のような内容である。
見栄っ張りな爺と正直な爺が、隣同士に住んでいた。
新年になり、正直な爺は「天から福を授かる夢をみた」と、隣の爺に話す。見栄っ張りな爺は悔しくて「地から福を授かる夢を見た」と嘘を言う。
ある日、正直な爺が畑仕事をしていると、畑の中から小判の入った壺が出てくる。正直な爺は、「これは隣の爺さんの言った「地から福」に違いない、だからこれは隣の爺さんのものだ」と言って、小判をの入った壺を隣の爺に渡す。
しかし、隣の爺がその壺を開けると小判ではなく、蛇がでてきた。隣の爺は騙されたと思い、正直な爺の家の屋根に登って、壺から出てきた蛇を天窓から放りなげる。すると蛇は小判に戻り、正直な爺は、「天から福じゃ」と喜び、たいそうな長者になる。

## 分布・類話
東北・北陸地方に分布するが、隣の爺が特に罰を受けない（蛇に驚く程度で済む）のが、「隣の爺型」の民話では珍しい。